# Tolbo, Östervåla
Tolbo är en by i Östervåla socken, Heby kommun.
Tolbo omtalas i dokument första gången 1492 ("i talebode"). Under 1500-talet upptas byn i jordeboken som ett mantal skatte om 2 öresland och 16 penningland. Enligt kartbeskrivning från 1700-talet är Tolbo ursprungligen avgärdat från Gräsbo, vilket styrks av ägornas utseende. Förleden i bynamnet är mansnamnet Tord.
Bland bebyggelser på ägorna märks torpet Vilhelmsdal, som fått namn efter skomakaren Vilhelm Hellman som flyttade hit 1893.